# Bairds trogon
Bairds trogon (Trogon bairdii) is een vogel uit de familie Trogonidae. De vogel werd in 1866 in Costa Rica verzameld en in 1868 door de Amerikaanse vogelkundige George Newbold Lawrence geldig beschreven en vernoemd naar zijn vriend Spencer Fullerton Baird.

## Verspreiding en leefgebied
Deze soort komt voor in zuidwestelijk Costa Rica en westelijk Panama.

## Status
De grootte van de populatie is in 2021 geschat op 4000 volwassen vogels. Op de Rode lijst van de IUCN heeft deze soort de status gevoelig.